# Filmmusik

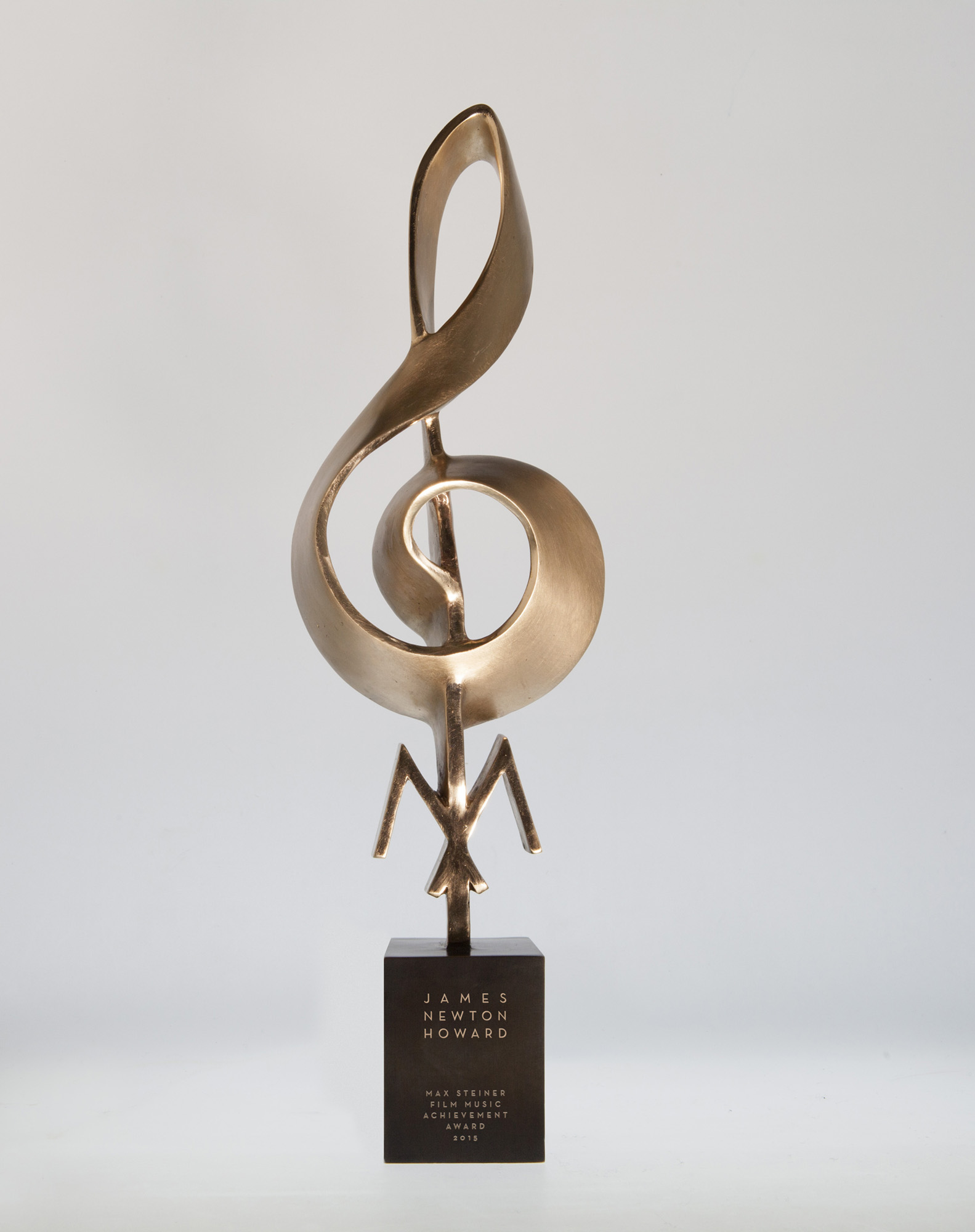

Filmmusik är musik som förekommer i en film. Dess huvudsakliga funktion är att lägga till en känslomässig del som ljuden, orden, och bilderna i filmerna inte klarar av själva. Filmmusiken kan förekomma som melodier med eller utan text eller som ren bakgrundsmusik. Filmmusik inkluderar även musik som är del av handlingen och ofta framförs av skådespelarna (som i en musikal). Av vissa ses filmmusik även som en del av ljudeffekterna. 
Förutom som musik avsett för film eller TV-program, förekommer motsvarande musik även till TV- och datorspel.
Den relaterade termen soundtrack syftar på återutgivning av alla typer av musik – och ibland även relaterat tal i filmen – som förekommer i filmen.

## Historik
Sedan filmens födelse har musik används för att förstärka de emotionella signaler som går ut till tittaren. Till och med innan ljudfilmen var uppfunnen använde man orkestrar av olika storlekar som spelade live under filmföreställningar. Innan talfilmens genombrott var det musiken som i kombination med skådespelarnas dramatiska ansikten som stod för budskapet i filmen. Musiken berättade allt; om en rollfigur var glad, då fick man kanske höra ett glatt pianoriff och om en rollfigur var i fara, då kanske man fick höra skrikande stråkar ackompanjera filmen. 

## Komposition och inspelning
Med tanke på vilken betydelse filmmusiken numera anses ha, anlitas kompositören vanligtvis väldigt sent i processen. Ibland så sent som när filmen är färdigklippt. Kompositören får då enbart ett par veckor på sig att komponera och spela in musiken. Vid större filmprojekt anlitas vanligtvis kompositören tidigare i projektet.
Den musik som ges ut på skiva är vanligtvis inte exakt den musik som är med i filmen. Kompositören gör ofta ett antal stycken, som sedan måste anpassas till den färdigklippta filmen. Ett exempel på när musiken på skivan och musiken i filmen skiljer rejält är Star Wars: Episod I – Det mörka hotet av John Williams. Mot slutet sker mycket parallellt och filmen klipper mellan de olika skeendena. Duellen med Darth Maul har sitt tema (Duel of Fates), Anakins tur i rymdskeppet har sitt tema osv. För varje förflyttning mellan de olika skeendena växlar musiken tema. Att lyssna på ett sådant musikstycke utan filmen kan upplevas som ryckigt och sönderhackat, men tillsammans med filmen ter det sig naturligt.
När filmmusik spelas in, ser dirigenten på filmen simultant för att få timingen rätt. Vid inspelningen av musiken till E.T hade John Williams svårt att få timingen att stämma under jaktscenen där barnen cyklar med E.T. i cykelkorgen och är jagade av vuxna. Då föreslog Steven Spielberg att man skulle stänga av filmvisningen och sedan klippte han om scenen för att stämma mot musiken.

## Kompositörer
En av de mest kända filmmusikkompositörerna är John Williams, som skrivit musiken till många av Hollywoods klassiker, däribland E.T., Hajen, Närkontakt av tredje graden och Schindler's List. Han har också komponerat de välkända ledmotiven till stora franchiser som Stjärnornas krig, Indiana Jones, Harry Potter och Jurassic Park. John Williams är även känd som den mest Oscar-nominerade filmmusikkompositören genom tiderna, med hela 47 nomineringar, varav 5 vinster.
Några andra kända filmmusikkompositör är Jerry Goldsmith (Alien, Star Trek, Apornas planet), Ennio Morricone (För en handfull dollar, För några få dollar mer, Den gode, den onde, den fule) John Barry (flera av James Bond-filmerna), James Horner (Aliens - Återkomsten, Titanic, Avatar), Hans Zimmer (Gladiator, Pirates of the Caribbean, Lejonkungen) och Alan Menken (flera Disney-produktioner).

### Berömd filmmusik i urval
- He's a Pirate (av Klaus Badelt)
- Gladiator (av Hans Zimmer)
- Triumfens ögonblick (av Vangelis)
- Hajen, inledande stycket, (av John Williams)
- James Bond-temat (av Monty Norman)
- Den gode, den onde, den fule (av Ennio Morricone)
- Indiana Jones tema (av John Williams)
- Stjärnornas krig (av John Williams)
- Psycho (av Bernard Herrmann)
- King Kong (av Max Steiner)
- Slaghöken (av Erich Wolfgang Korngold)
- Pirates of the Caribbean (av Klaus Badelt och Hans Zimmer)
- Blade Runner (av Vangelis)
- Batman Begins (av Hans Zimmer)
- Sagan om ringen (av Howard Shore)
- Hedwig's Theme (av John Williams)